# Ryoji Ikeda
Ryoji Ikeda, född 1966 i Gifu, Japan, är en elektronisk musiker, kompositör och bildkonstnär bosatt i Paris, Frankrike. Hans minimalistiska musik och ljud- och videoinstallationer kännetecknas av manipulation av i sig enkla ljud- och bildelement, såsom sinustoner, brus och rektanglar (ofta i svartvitt), med matematiska mönster och "rå" binär data som inspiration och verktyg.
Ikeda har uppträtt och ställt ut på bl.a. Sónar Festival i Barcelona, Tate Modern i London och Irish Museum of Modern Art i Dublin. Han har sedan 2008 framfört och ställt ut sitt verk Test Pattern, i varierande format och storlek, runt om i världen.
Ikeda spelade för första gången i Sverige den 23 november 2012 på Sound of Stockholm.
2018/2019 var Ikeda en av de konstnärer som presenterades i grupputställningen Entangle / Konst och fysik på Bildmuseet, Umeå Universitet.

## Utmärkelser
Ikeda tilldelades Golden Nica Award 2001 i kategorin Digital music för sitt verk matrix.

## Diskografi

### Album
- 1000 Fragments (Cci recordings, 1995)
- +/- (Touch, 1997)
- Time and Space (Staalplaat, 1998)
- 0°C (Touch, 1998)
- Mort Aux Vaches (live recording at VPRO Radio; Staalplaat, 1998)
- 99 [for 20' to 2000] (Raster-Noton, 1999)
- Matrix (Touch, 2001)
- Cyclo. (with Carsten Nicolai; Raster-Noton, 2001)
- Op. (Touch, 2002)
- Dataplex (Raster-Noton, 2005)
- Test Pattern (Raster-Noton, 2008)
- Dataphonics (Dis Voir, 2010)